# Gushangzao pelorosus
Espèce
Synonymes
- Dipoena pelorosa Zhu, 1998

Gushangzao pelorosus est une espèce d'araignées aranéomorphes de la famille des Theridiidae.

## Distribution
Cette espèce est endémique de Chine. Elle se rencontre au Shaanxi, au Sichuan et au Hunan.

## Description
La femelle holotype mesure 2,48 mm et le mâle paratype 1,95 mm, les mâles mesurent de 1,86 à 1,95 mm et les femelles de 2,48 à 2,50 mm.

## Systématique et taxinomie
Cette espèce a été décrite sous le protonyme Dipoena pelorosa par Zhu en 1998. Elle est placée dans le genre Gushangzao par Lin et Li en 2024.

## Publication originale
- Zhu, 1998 : Fauna Sinica: Arachnida: Araneae: Theridiidae. Science Press, Beijing, p. 1-436.